# マウントカーメル (ミシシッピ州)
マウントカーメル (Mount Carmel) は、アメリカ合衆国ミシシッピ州ジェファーソンデイビス郡のゴーストタウン。
かつて、19世紀には繁栄したコミュニティであったが、今日のマウントカーメルには、歴史的な家屋の中に設けられた博物館を別にすれば、遺されているものはほとんどない。

## 歴史
マウントカーメルは、ジェファーソンデイビス郡の中でも最も古い歴史がある集落のひとつである。
1817年には、マウントカーメルの近傍に、マウント・ザイオン・メソジスト教会が創設された。
バージニア州からやってきたアメリカ独立戦争の兵士であったジョン・レイガン (John Ragan) が、1819年にこの町を計画図を描いたが、当時このあたりはコビントン郡に属していた。この時の計画では、住宅区画、街路、大きな中央の広場、2か所の泉などが描かれていた。マウントカーメルは、1835年に法人化されたが、この時点では2軒ないし3軒の商店、2堂の教会があった。
この町には、評判の良い共学の学校であったマウント・カーメル・アカデミー (Mount Carmel Academy) が、1830年より前の時点に開設されていた。この学校には、一時は、70人から80人の生徒がいた。この学校は、1845年に他所に移転した。
1852年に、旅の途中で当地を通ったベンジャミン・L・C・ウェイルズ (Benjamin L.C. Wailes) は、日記に次のように記した。

ボウイ川を橋で渡り（河谷の底部には大きなオークやゴムノキがたくさん生えており、それに混じってエキナタマツも少し見られた）、かなりの高さを登ると、オークとヒッコリーの台地上に出たが、そこにはマウントカーメルの村があった。住人は70人ほど。2-3軒のそこそこの規模のよろずやがある。ウィリアムズバーグよりも商売は盛んで、状況は好ましく、建物も（飾り気はないが）良い。

After crossing [the] Bouie over a bridge (passing through the bottom land in which there is a good deal of large oak & gum mixed with some Shortleaf pine) ascended a considerable eminence to a level table land of Oak and hickory, on which the village of Mount Carmel is situated.  About 70 inhabitants. Two or three considerable Country Stores. More business [is] done [here] than at Williamsburg, and the situation is much handsomer, & the buildings (tho' plain frame) [are] better.
1873年ころ、ジョン・フィールディング・ホロウェイ (John Fielding Holloway) が大きな邸宅をマウントカーメルに建てたが、これが現在もこの地に残る唯一の19世紀の建物となっている。
マウントカーメルは、1899年開通のガルフ・アンド・シップ・アイランド鉄道や、1903年開通のミシシッピ・セントラル鉄道の建設に際して、その経路から外されてしまった。その結果、事業や住民の多くが、近傍の鉄道の町となったプレンティス、バスフィールド、コリンズなどへと移っていった。1904年、マウントカーメルは、正式に法人格を喪失した。
ほとんど放棄された状態となったこのコミュニティは、20世紀初頭に、アフリカ系アメリカ人たちが町中や周辺の土地を買い入れ始めたのを機に、再び成長し始めた。この新しいコミュニティは、基本的サービスをすべて整えており、自立的な生活を送るのに必要な商品や農産物などが手に入った。1911年には、アフリカ系アメリカ人の間で指導的な農業者で実業家であったロバート・デカトゥール・"キャップ"・ポルク (Robert Decatur "Cap" Polk) が、ホロウェイ・ハウス (Holloway House) を買い入れ、近隣地に大規模で近代的な農場を開設した。ジョン・フィールディング・ホロウェイ・ハウス (John Fielding Holloway House) と呼ばれるようになったこの建物は、ジェファーソンデイビス郡において、継続的に居住されている建物としては最も古い部類のひとつとなっている。この建物は、歴史や文化活動の中心となっており、見学ツアーも提供されている。

## 著名な住民
- レイローニ・ブランチ（1941年 - 、Raylawni Branch）- 公民権運動指導者、アメリカ空軍士官。マウントカーメルで育った[7]。
- アレクサンダー・グレイヴス（1844年 - 1916年、Alexander Graves）- ミズーリ州選出のアメリカ合衆国下院議員。マウントカーメルに生まれた[8]。